# BluNavy
BluNavy è una compagnia di navigazione italiana, con sede legale a Portoferraio. Collega giornalmente l'isola d'Elba sulla tratta Piombino-Portoferraio e viceversa.

## Storia
BluNavy nasce nell'aprile 2010 per costituire un'offerta alternativa sulla tratta fra il continente europeo e l'Isola d'Elba dopo l'acquisizione da parte di Moby di Toremar, principali operatori sulla tratta fino a quel momento. Nei primi mesi di attività ha impiegato un traghetto tradizionale, il Primrose, ma da febbraio ha preso a noleggio un traghetto bidirezionale greco, l'Achaeos, costruito nel 2006. Dopo la restituzione di quest'ultimo, la compagnia ha preso a noleggio i ro-pax bidirezionali Ostfold e Acciarello, entrambi precedentemente impiegati nello Stretto di Messina.
Nel 2011 la Liberty Lines della famiglia Morace si accorda per acquisizione del 51% della compagnia. A fine estate 2012 la compagnia marittima annuncia la sospensione dei collegamenti fra l'Elba e il continente dal 1º ottobre al 31 dicembre 2012 per le ingenti perdite riscontrate, annunciando successivamente la ripresa della tratta per l'aprile 2013. Nel 2013 torna sotto il controllo della Finsea di Luigi Negri, mentre il 30% è in mano a imprese elbane e il restante 10% alla famiglia Morace.
Nel 2015 ha spostato la sua sede sociale da Milano a Portoferraio e ha cambiato la sua forma societaria da S.r.l. a S.p.A.
Nel 2016 la compagnia ha riaperto i collegamenti tra la Sardegna e la Corsica sulla tratta Santa Teresa di Gallura-Bonifacio, rimasta inattiva dopo il fallimento di Saremar, e ha assunto i dipendenti della stessa.
Nell'inverno del 2020, la compagnia, ha navigato anche per tutta la bassa stagione, oltre al traghetto Acciarello, viene integrato alla flotta il traghetto Ichnusa, sempre di BluNavy, che all'epoca operava in Sardegna e Corsica, durante la metà del periodo della stagione il traghetto Acciarello si reca in bacino per manutenzione tenendo il solo traghetto Ichnusa, finita la bassa stagione, torna in Sardegna, e nel canale tornò l'Acciarello. A maggio 2020 il 25% della compagnia è stato acquistato dalla Caronte & Tourist delle famiglie Franza e Matacena; la nuova partecipazione cambia la governance della società marittima, portando alla nomina di Gianluca Morace nuovo AD e Vincenzo Gorgoglione nuovo presidente. Nell'ottobre 2020 la compagnia è riuscita a ottenere, dopo diversi anni, tre coppie di corse aggiuntive nel periodo estivo a partire dall'estate 2021; ciò ha portato al noleggio dalla controllante Caronte & Tourist per la sola stagione estiva della nave Tremestieri, gemella dell'Acciarello già presente in flotta stabilmente dal 2015. Prima della ufficializzione del noleggio della Tremestieri, l'AD Morace aveva annunciato che il secondo traghetto aveva delle similitudini del traghetto Acciarello. Un'altra ipotesi era il traghetto Vesta, visto che era stata dissaldata la celata di prua, invece di entrare in alta stagione, entra in bassa stagione a partire da fine 2021, insieme all'Antonello da Messina, però queste ultime sono tornate alle loro rotte originali in Sicilia, lasciando la flotta BluNavy.
Dal gennaio 2022 la compagnia utilizza i traghetti Vesta e Antonello da Messina dalla Siremar per coprire gli slot elbani estivi aggiuntivi prolungati anche nella stagione invernale. Nel mese di novembre dello stesso anno la nave Vesta è stata nuovamente posta in servizio tra Portoferraio e Piombino per garantire il servizio invernale.
L'8 Gennaio 2025 viene confermato l'acquisto da parte della compagnia Elba Ferries, succursale di Corsica ferries.
Successivamente viene anche confermato il noleggio del traghetto veloce Corsica Express Three dalla medesima compagnia come terza nave sui collegamenti da e per l'Isola d'Elba.
Il 24 gennaio 2025 viene confermato l'acquisto del traghetto bidirezionale Samsø, rinominato Aethalia dalla compagnia, dalla compagnia di navigazione canadese CTMA per una cifra intorno ai 7 milioni di euro.
Il 29 Aprile 2025 viene annunciato l'acquisto a titolo definitivo del Corsica Express Three e la cessione dello slot per l'Elba.

## Proprietà
- Finsea (46%)
- Caronte & Tourist (25%)
- Famiglia Morace (10%)
- Associazione degli albergatori dell'isola d’Elba + Elbasol (19%)

### Possedute
- Elba Ferries (succursale di Corsica Ferries)

## Flotta
| Tipo                    | Traghetto             | Lunghezza (m) | Stazza GT | Passeggeri | Auto | Velocità in nodi | Anno di costruzione | Stato                 | Note                            |
| ----------------------- | --------------------- | ------------- | --------- | ---------- | ---- | ---------------- | ------------------- | --------------------- | ------------------------------- |
| Fast Ferry              | Corsica Express Three | 103,0         | 3.530     | 535        | 150  | 37               | 1995                | In disarmo ad Augusta | Di proprietà                    |
| Traghetto bidirezionale | Aethalia              | 91,43         | 4.630     | 600        | 100  | 17               | 2009                | In servizio           | Di proprietà                    |
| Traghetto bidirezionale | Acciarello            | 113,60        | 7.865     | 600        | 210  | 17               | 1997                | In servizio           | Di proprietà                    |
| Traghetto bidirezionale | Tremestieri           | 113,60        | 7.910     | 600        | 210  | 17               | 1993                | In servizio           | Noleggiato da Caronte & Tourist |

## Flotta del passato
| Tipo                    | Traghetto            | Lunghezza (m) | Stazza GT | Passeggeri | Auto | Metri lineari carico merci | Velocità in nodi | Anno di costruzione | Anni di servizio per Blunavy | Rotte                            | Note |
| ----------------------- | -------------------- | ------------- | --------- | ---------- | ---- | -------------------------- | ---------------- | ------------------- | ---------------------------- | -------------------------------- | --- |
| Ro-pax                  | Primrose             | 118           | 12.046    | 950        | 350  | /                          | 22               | 1975                | 2010-2011                    | Portoferraio ↔ Piombino          | Demolita ad Alang nel 2011 come Elegant-I                                                                                       |
| Traghetto bidirezionale | Achaeos              | 87            | 2.257     | 600        | 150  | /                          | 14,7             | 2006                | 2011-2012                    | Portoferraio ↔ Piombino          | Tornata ad operare in Grecia per la compagnia 2wayferries                                                                       |
| Traghetto bidirezionale | Ostfold              | 99,52         | 4.959     | 700        | 190  | 360                        | 13               | 1979                | 2012                         | Portoferraio ↔ Piombino          | Demolita ad Aliağa nel 2022 come Yener Ciner                                                                                    |
| Ferry                   | Ichnusa              | 64,35         | 2.181     | 350        | 50   | /                          | 13               | 1985                | 2016-2021                    | Santa Teresa Gallura ↔ Bonifacio | Venduta a Genova Trasporti Marittimi (joint venture partecipata da Finsea e dal cantiere navale genovese San Giorgio del Porto) |
| Ferry                   | Antonello da Messina | 71,15         | 1.555     | 737        | 70   | /                          | 16,5             | 1988                | 2022                         | Portoferraio ↔ Piombino          | Tornata a operare per Siremar con livrea Siremar e Caronte & Tourist                                                            |
| Ferry                   | Vesta                | 70            | 1.386,46  | 570        | 75   | /                          | 17               | 1981                | Fine 2021-2024               | Portoferraio ↔ Piombino          | Tornata a operare per Siremar con livrea Siremar e Caronte & Tourist                                                            |

## Rotte
| Linea                   | Traghetto                       | Tempo   | Frequenza        | Note |
| ----------------------- | ------------------------------- | ------- | ---------------- | ---- |
| Piombino ↔ Portoferraio | Acciarello/Tremestieri/Aethalia | 1 h ca. | Plurigiornaliera |      |